# Sogo & Seibu
 (février 2018).
Sogo & Seibu Co., Ltd. (株式会社そごう・西武, Kabushiki-gaisha Sogou & Seibu) est une société de vente au détail japonaise, filiale de Seven & I Holdings Co., qui exploite deux grands magasins de vente au détail :  Sogo et Seibu.

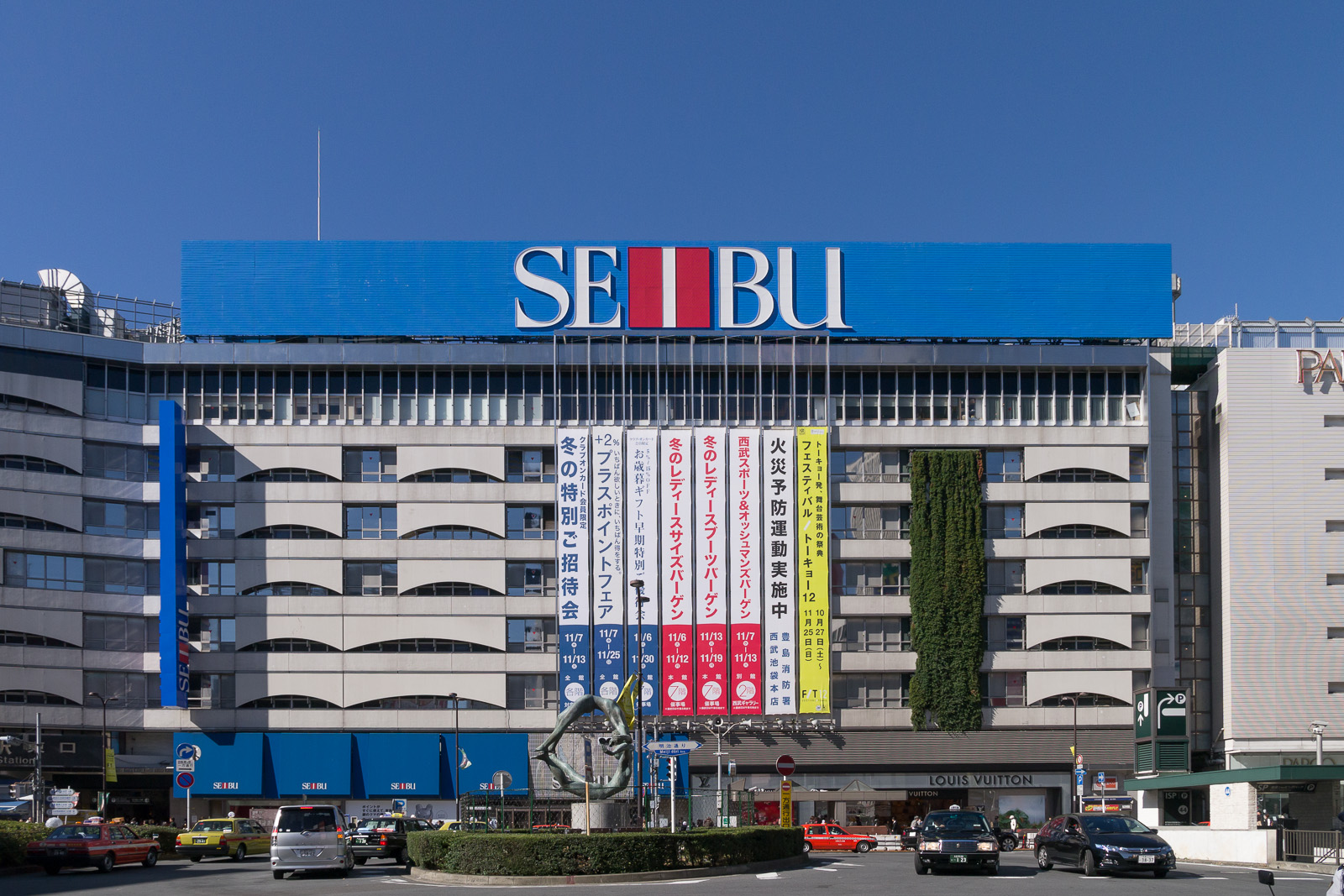
Grand magasin de Seibu à Ikebukuro, Tokyo.

Le 1er septembre 2023, Seven & i Holdings a vendu ses actions à Fortress Investment Group, elle appartient donc actuellement à Fortress Investment Group.
Le nombre actuel de magasins est de quatre grands magasins de marque Seibu, deux centres commerciaux de marque Seibu et quatre grands magasins de marque Sogo. Il existe des magasins du même nom en Asie du Sud-Est, mais les droits de marque sont prêtés au capital local et l'entreprise ne participe pas à la gestion.

## Avant l'Histoire
Ce grand magasin est plus ancien que Sogo et son magasin de kimono d'origine a ouvert ses portes à Osaka en 1830 (ère Tenpo de la période Edo). En 1918, l'entreprise a lancé une activité de grand magasin à part entière sous le nom de Sogo Kimono Co., Ltd. Après cela, conformément à la modernisation du Japon, l'entreprise a agrandi ses magasins les uns après les autres et comptait, à son apogée, 28 magasins.
Le grand magasin Seibu a ouvert ses portes en 1930 sous le nom de grand magasin Musashino à Ikebukuro, Tokyo. En 1949, le nom fut changé pour celui actuel. Plus tard, le grand magasin Seibu a créé le groupe Saison (groupe Seibu Ryutsu). Le groupe Saison a créé « Parco », qui est devenu plus tard une filiale de J.Front Retailing, « Seiyu », qui est devenue une filiale de Walmart, et « Loft », qui est devenue une filiale de Seven and i Holdings. .
De plus, des sociétés telles que « Muji », qui exploite son propre commerce de détail, étaient également des filiales du Groupe Saison.
Grâce à cette expansion, à son apogée, la société exploitait 32 magasins à travers le Japon.
Cependant, ces plans d’expansion ont rapidement détérioré les bénéfices à mesure que l’économie déflationniste progressait, ce qui a donné lieu à d’énormes quantités de prêts non performants.

## Histoire
La naissance de Sogo & Seibu est née du problème des créances douteuses. Le 1er juin 2003, Sogo Co., Ltd. et Seibu Department Store Co., Ltd. ont fusionné pour former une société holding, Millennium Retailing, et la restructuration de l'entreprise a commencé.
Le 26 décembre 2005, Seven & i Holdings a reçu un transfert d'actions de Nomura Principal Finance, le plus grand actionnaire de Millennium Retailing, et est devenue une filiale de Seven & i Holdings.
Créée le 1er septembre 2009 par la réorganisation de Millennium Retailing, qui possède les grands magasins Seibu et Sogo.
En 2009, les magasins Sogo & Seibu sont devenus les premiers au monde à vendre des robots humanoïdes (en fait des actroïdes) avec le visage de leurs acheteurs (à 255 000 $ pièce),.

## Ventes à la forteresse
Lorsqu'il a été annoncé que Seven & I Holdings Co. vendrait Sogo & Seibu à la société en novembre 2022, Fortress Investment Group (FIG) a déclaré que les sites Seibu & Sogo s'appuieraient désormais sur la location de Yodobashi Camera au sein du grand magasin pour stimuler les ventes. Seven & I Holdings Co. a subi des pressions de la part de ses actionnaires (à savoir ValueAct Capital) pour céder Sogo & Seibu afin de se concentrer sur le développement de 7-Eleven.Le 31 août 2023, il a été annoncé que la société serait vendue à Fortress dans le cadre d'une transaction évaluée à 220 milliards de yens japonais (1 495 937 080 $ US, 10 mars 2024). Selon des rapports ultérieurs, Fortress a vendu les biens immobiliers acquis à Yodobashi Holdings pour 300 milliards de yens japonais,.
L'annonce de la vente a conduit à une grève d'environ 900 employés et à la fermeture du magasin phare de Seibu Ikebukuro le 31 août.La grève était la première grande grève des grands magasins au Japon depuis les années 1960. Seven & I Holdings Co. a finalement décidé de garder les travailleurs de Sogo & Seibu après le rachat.
Le 1er septembre 2023, Seven & i Holdings a annoncé que la vente de Sogo & Seibu avait été finalisée. Le prix de vente réel aurait été de 85 millions de yens japonais. Plus tard, il a été rapporté que la base du prix de vente de 85 millions de yens japonais était que Sogo & Seibu avait payé à Seibu Holdings des frais d'approbation de vente de 10,8 milliards de yens japonais, qui ont ensuite été remboursés par Seven & i Holdings. En effet, le groupe Seibu (Seibu Railway) possède la moitié des biens immobiliers du magasin Seibu Ikebukuro et partage également certains droits de marque.
La cause profonde de ces troubles impliquant les employés est que les ventes du magasin Seibu Ikebukuro représentent plus d'un tiers des bénéfices de Sogo & Seibu, et il existe un sentiment de crise quant à la survie du magasin et de l'entreprise. Cela a été analysé dans le magazine Toyo Keizai et dans d’autres publications,.

## Après avoir appartenu à la Forteresse
Après avoir reçu le transfert d'actions de Seven & i holdings, Fortress a immédiatement vendu les biens immobiliers détenus par Sogo & Seibu à Yodobashi Holdings. Parallèlement, les rénovations du magasin Seibu Ikebukuro devraient débuter en Août 2024.
La société Sogo & Seibu, qui a intégré Fortress, a immédiatement envisagé la vente des biens immobiliers sur lesquels elle détenait des droits de surface et des droits de gérance immobilière. En conséquence, le 12 septembre 2023, Sogo Chiba Junnukan a été vendue à Yodobashi Holdings et Sogo Kawaguchi a été vendue à Mitsui Fudosan.
En raison de la rénovation du magasin Seibu Ikebukuro, « The Garden Jiyugaoka Ikebukuro store », magasin appartenant à Shell Garden, a fermé ses portes le 31 janvier 2024.
Selon un article du Nihon Keizai Shimbun du 26 février 2024, l'entreprise a annoncé qu'elle cesserait temporairement de publier les ventes mensuelles des grands magasins à compter du 1er mars 2024.

## Droits de détention d'entreprises
- Brevet japonais - 3
- Marque japonaise - 368
- Montant du capital - 20,5 milliards de yens japonais

## Entreprises autres que les grands magasins
- Département Commercial - Entreprise de services pour les entreprises, les écoles et les organismes publics. Contrairement au commerce de détail, elle réalise des ventes sous contrat BtoB.
- Yatsugatake Highland Lodge (八ヶ岳高原ロッジ) - Gère la vente de villas, la gestion de villas, l'exploitation d'hôtels et la gestion de music-halls dans la préfecture de Nagano, village de Minamimaki.
- Gottsu-o-bin (ごっつお便) - Ventes EC et ventes par catalogue d'ingrédients de haute qualité.
- e.Marketing des grands magasins (e.デパートマーケティング) - Ventes EC et gestion et exploitation de sites Web. Également, société de paiement par carte Seven Bank. Seven Bank est une banque de paiement appartenant à Seven & i Holdings.

## Voir également
- Grands magasins du Japon